# Aéroport de Nanaimo
L'aéroport de Nanaimo est un aéroport situé sur l'Île de Victoria, en Colombie-Britannique, au Canada.

## Compagnies aériennes et destinations
| Compagnies               | Destinations                 |
| ------------------------ | ---------------------------- |
| Air Canada               | En saison: Toronto (Pearson) |
| Air Canada Express       | Vancouver                    |
| Pacific Coastal Airlines | Kelowna                      |
| WestJet                  | Calgary                      |
| WestJet Encore           | Calgary, Vancouver           |

Édité le 12/04/2025